# Aufstand von Messina
Der  Aufstand von Messina fand von Juli 1674 bis April 1678 statt. Der Senat von Messina verbündete sich dabei mit Frankreich gegen die spanische Vorherrschaft, von der Messina sich unabhängig machen wollte.

## Geschichte

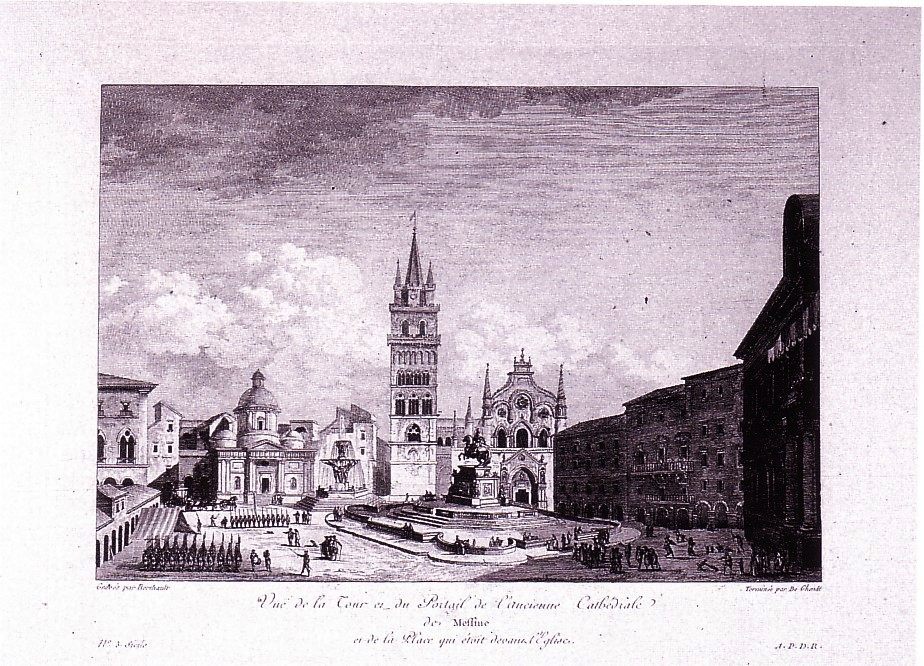
Anstelle der Statue befand sich ursprünglich der Senatorenpalast, in dem der Beschluss gefasst wurde, sich mit Frankreich gegen Spanien zu verbünden

Messina – eine blühende Hafenstadt an der Straße von Messina – erhielt im 14. Jahrhundert mit Alfons V. einen Senat und wurde dadurch de facto ein Stadtstaat mit einer oligarchen Republik ähnlich wie die Republik Genua und die Republik Venedig. Messina wollte sich von der spanischen Vorherrschaft unabhängig machen, eine Kolonialmacht und eine der großen Seerepubliken Italiens werden. Dazu verbündete sich Messina mit dem König von Frankreich, Ludwig XIV.
Dieser akzeptierte und schickte im Jahr 1675 den Herzog von Mortemart und Vivonne Louis Victor de Rochechouart de Mortemart, der im Februar 1675 die Stadt erreichte. Die Rebellen nannten sich Malvizzi, die benachbarten Städte, die der spanischen Krone treu geblieben waren, wurden Merli genannt. Diese galt es zu erobern.
Im Rahmen der Kampfhandlungen wurde bei der Seeschlacht bei Stromboli zum ersten Mal die spanische Flotte geschlagen. Ein Jahr später wurde bei der Seeschlacht bei Augusta die Hafenstadt Augusta eingenommen und 1676 unter Abraham Duquesne die spanisch-holländische Flotte in der Seeschlacht vor Palermo geschlagen, womit die Konkurrenzstadt Palermo ausgeschaltet wurde.
Auch verschiedene Städte in der Provinz von Messina wurden von der französisch-messinesischen Flotte erobert: Forza d’Agrò war der spanischen Krone treu geblieben und wurde daher im Jahre 1676 von der französisch-messinesischen Flotte besetzt. Taormina wurde am 10. September 1676 eingenommen. Fiumedinisi, Alì sowie Scaletta wurden nach dem Fall Taorminas eingenommen. Savoca ergab sich in einer Kapitulation am 3. November 1676.
Die für den französischen König günstigen Friedensschlüsse von Nimwegen (1678) beendete jedoch das Bündnis des französischen Königs mit dem Senat von Messina. Nach dem erfolglosen Aufstand 1674–1678 gegen die spanische Vorherrschaft verschlechterte sich die Lage Messinas zusehends. Der Senatorenpalast von Calamech auf dem Domplatz wurde abgerissen. An der Stelle des abgebrochenen Senatorenpalastes wurde die Statue von Karl II. (Spanien) errichtet. Den Senatoren diente danach die von Del Duca errichtete Loggia dei Mercanti an der Palazzata als neue Tagungsstätte.

Messina, dargestellt von F. Juv'arra
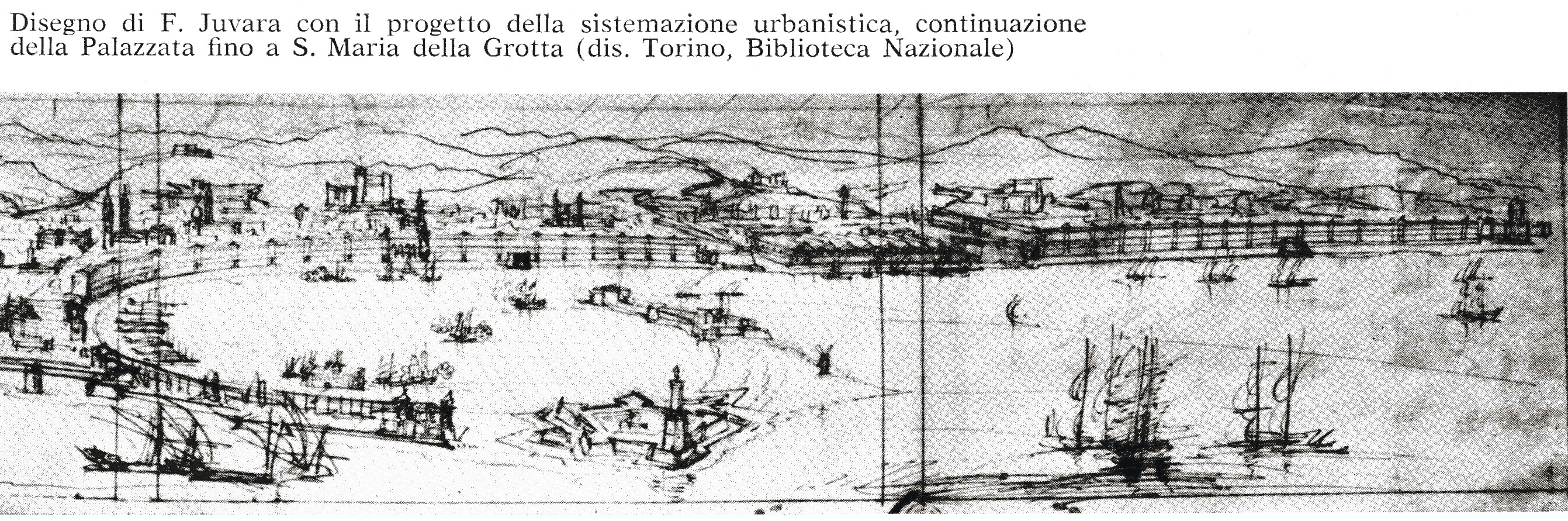
Messina, gezeichnet von Juvarra